# Racey
Racey var et britisk poporkester bestående af Richard Gower (keyboard og sang), Phil Fursdon (guitar), Peter Miller (bas) og Clive Wilson (trommer). 
I dag optræder to grupper under navnet Racey; Det ene under ledelse af Richard Gower, det andet af Phil Fursdon og Clive Wilson.

## Historie
Gruppens første professionelle optræden skete i foråret 1976 under navnet Dalton Gang. Et af de første steder, hvortil de blev booket, var Jomfruburet, et diskotek i Københavns centrum.
Hjemvendt fra København blev gruppen opdaget af pladeproducer Mickie Most og tilknyttet hans pladeselskab RAK. Most ændrede gruppens navn til det mere mundrette Racey og skrev kontrakt med gruppen om 3-4 singleplader og en lp. Pladeselskabets huskomponister blev derefter sat i gang med at finde egnet singlemateriale til gruppen.
Den første single udkom i 1978 og var skrevet af Smokie-medlemmerne Pete Spencer og Chris Norman. Det var et nummer, som Smokie selv havde indspillet tidligere, Baby it's you. Singlen opnåede ikke en hitlisteplacering, men solgte dog rimeligt.
Den næste single blev Lay your love on me skrevet af hitmagerne Nicky Chinn og Mike Chapman, parret bag succesmelodier for bl.a. Sweet, Mud, Suzi Quatro og Smokie. Singlen blev den bedst sælgende single fra pladeselskabet RAK i Storbritannien , hvor den solgtes i omkring 950.000 eksemplarer.
Også den næste single var skrevet af Chinnichap, som parret kaldtes, og blev udgivet i 1979. Titlen var Some Girls og også dette nummer blev en stor succes. I Storbritannien blev singlen nr. 2 på hitlisten. Mike Chapman havde oprindeligt skrevet denne sang til Blondie, som han også producerede, men gruppen havde sagt nej. Denne melodi blev gruppens største succes. Den blev nr. 1 i 12 lande og solgte over 5 mio. eksemplarer på verdensplan.
I 1979 udsendtes gruppens album Smash and Grab, der solgtes i omkring 1 mio. eksemplarer på verdensplan. Foruden hitsinglerne Lay your love on me og Some girls indeholdt den sangen Kitty, der to år senere under titlen Mickey ville blive nr. 1 i USA for Toni Basil.
I begyndelsen af 80'erne skete der flere ændringer af gruppens besætning samtidig med, at succes'en på pladefronten døde ud. I 1984 må den originale gruppe anses for at være gået i opløsning, ikke mindst på grund af uenigheder mellem Richard Gower på den ene side og Phil Fursdon på den anden side. 
Senere er Racey som nævnt blev gendannet i to udgaver, der spiller op til dans nogle gange om måneden. Richard Gowers Racey spiller mest i Australien, Tyskland og Danmark, mens Phil Fursdons og Clive Wilsons Racey mest turnerer i England. Bassisten Peter Miller døde af kræft i 2006.

## Diskografi
Singler
- Baby it's you – juni 1978
- Lay your love on me – oktober 1978 (# 3 i UK)
- Some girls – marts 1979 (# 2 i UK)
- Boy oh boy – august 1979 (# 22 i UK)
- Such a night – november 1979
- Rest of my life – juni 1980
- Runaround Sue – november 1980 (# 13 i UK)
- Shame – marts 1981
- Little darlin' – august 1981
- Not too young to get married – september 1982

Albums
- Smash and grab – 1979
- Say wow (latest and greatest) – 1997
- Smash and grab – 2 cd-udgave, der inkluderer alle gruppens originale udgivelser – 2009

## Links
- Phil Fursdons Racey
- Richard Gowers Racey